# Henning Stærk (EP)
Henning Stærk er en EP med Henning Stærk, der blev udgivet i 1981 på Genlyd. Det var Stærks første udgivelse i eget navn og udkom mens han stadig var medlem af Gnags.
På albummet medvirker guitaristerne Per Chr. Frost og Lars Hybel, tangentspilleren Ivan Sørensen, saxofonisten Niels Mathiasen samt Stærk selv på sang og trommer. Da Stærk i april 1981 turnerede efter udgivelsen med denne besætning afløstes han bag trommerne af Claes Antonsen. Musikken på EPen er dels amerikanske soulklassikere og dels numre skrevet af Frost, Lars Muhl og Peter A.G. Nielsen.

## Spor
| 1.    | "No More"                    | Per Chr. Frost                              | 3:41 |
| 2.    | "Under My Skin"              | Lars Muhl                                   | 4:46 |
| 3.    | "Take Me in Your Arms"       | Brian Holland, Lamont Dozier, Eddie Holland | 3:00 |
| 4.    | "Take Me to the River"       | Al Green, Mabon Hodges                      | 4:17 |
| 5.    | "No Rich Man's War, No More" | Peter A.G. Nielsen, Henning Stærk           | 1:59 |
| 17:43 |                              |                                             |      |

## Medvirkende
- Henning Stærk – sang, trommer, percussion, lydmiksning, cover
- Per Chr. Frost – guitar, bas, kor, cover
- Lars Hybel – bas, guitar
- Ivan Sørensen – orgel
- Niels Mathiasen – saxofon, piano, percussion, kor
- Ole Lauritsen – lydtekniker, lydmiksning
- Jan Tronhjem – cover
- Mogens Laier – coverfoto